# 関根正明
関根 正明（せきね まさあき、1963年12月3日 - ）は、日本の男性声優、ナレーター。東京都出身。東京俳優生活協同組合所属。

## 人物
以前は劇団感劇荘に所属していた。
声種はハイバリトン。東京都出身だが、大阪弁を話すこともできる。
特技は書道。免許・資格は普通自動車。

## 出演

### 劇場アニメ
- この世界の片隅に（2016年）

### OVA
- 銀河英雄伝説
- 難波金融伝・ミナミの帝王

### ゲーム
- 喧嘩番長（チャーリーアライ、稲垣健)

### テレビドラマ
- あまちゃん（最終話 ニュース・アナウンサーの声）

### 特撮
- ウルトラQ dark fantasy（天気予報士の声）
- 特捜ロボ ジャンパーソン（ロボット・アルの声）

### ナレーション
- 難問解決!ご近所の底力
- サントリーTVショッピング 開け!健康の扉
- ピエール瀧のしょんないTV
- ×ゲーム
- 映像の戦後60年
- 峰竜太のホンの昼めし前
- 復興せよ！後藤新平と大震災2400日の戦い
- MOBI
- スーパーニュース
- しらばかプラス
- 報道ステーション
- おじょママ
- ちば旅コンシェルジュ
- ときいろの旅
- 白石美帆の一合一会
- レシピ・アン
- 英国科学実験講座

### 駅自動放送
- 京王電鉄 - 主に下りホームを担当。
- 小田急電鉄 - 主に上りホーム（小田原駅・藤沢駅・片瀬江ノ島駅・唐木田駅は除く）を担当。
- 京急電鉄 - 主に下りホームを担当。
- 東武鉄道 - 主に東上線の下りホームを担当。
- 京成電鉄 - 一部駅のみ。
- 西武鉄道 - 一部駅のみ。
- 相模鉄道 - 主に上りホームを担当。
- 横浜市営地下鉄 - ブルーライン各駅（主に湘南台方面行きホーム）の接近放送のみ（2022年まではグリーンラインも担当）。
- 東京都交通局 - 都電荒川線の遠隔放送を担当。

### 舞台
- 女殺油地獄
- 幕末太陽伝

### 映画
- 青空に一番近い場所
- ガメラ 大怪獣空中決戦
- バカリズム THE MOVIE（2012年） - アナウンサー役（声のみ）